# پروژه درود بر مریم
پروژه درود بر مریم (انگلیسی: Project Hail Mary) رمان علمی-تخیلی اثر رمان‌نویس آمریکایی اندی ویر است. داستان این رمان در آینده‌ای نزدیک واقع شده است و حول محور ریلند گریس، معلم مدرسه که فضانورد شده، کسی که از کما بیدار شده و مبتلا به یادزدودگی شده است، می‌چرخد. این رمان عموماً نظرات مثبتی دریافت کرده است و در جایزه ادبی هوگو برای بهترین رمان سال ۲۰۲۲ فینالیست شده است. کتاب صوتی آن توسط ری پورتر خوانده شده است. حقوق فیلم اقتباس شده از این رمان توسط مترو گلدوین میر خریداری شده است. رایان گاسلینگ در نقش گریس ایفای نقش کرده است.

## شخصیت‌های رمان
- ریلند گریس – قهرمان اصلی رمان
- اوا استرت – یک زن هلندی[۵]
- راکی – یک مهندس
- یائو لی جیه – فرمانده خدمه درود بر مریم
- دکتر لوکن – یک دانشمند نروژی
- دیمیتری کومروف – یک دانشمند روسی
- استیو هچ – یک محقق
- مارتین دوبایس – یک مرد آمریکایی و مشاور علمی اصلی در مأموریت درود بر مریم
- آنی شاپیرو – مشاور علمی پشتیبان در مأموریت درود بر مریم
- رابرت ریدل – یک متخصص انرژی خورشیدی نیوزیلندی
- فرانسوا لکلرک – یک متخصص آب‌وهوا فرانسوی